# Altweihergraben (Schwarzach)
Der Altweihergraben ist der etwa 3 km lange, rechte und westliche Quellstrang des Zubringers Schwarzach der Rednitz und fließt überwiegend im Stadtgebiet von Neumarkt in der Oberpfalz im Landkreis gleichen Namens im nördlichen Bayern.

## Geographie

### Verlauf
Der Altweihergraben entsteht nahe der westlichen Stadtgrenze von Neumarkt in der Oberpfalz zur Gemeinde Berngau im Waldgebiet um den Tyrolsberg am Nordostabfall der Hohe Ahnt (525 m ü. NHN) im Gewann Obere Ahnt auf etwa 460 m ü. NHN. Er läuft, mit stärkeren Richtungsschankungen als sein linker Nachbar Irlgraben, etwa 2,9 km weit insgesamt ungefähr ostwärts.
Auf seinem unteren Laufdrittel kreuzt er nordostwärts die B 299, tritt ins Dorf Woffenbach ein und fließt dort auf etwa 425 m ü. NHN mit dem längeren, aus dem Westen kommenden Irlgraben zur Schwarzach zusammen.
Nach seinem Waldaustritt am Fuß der Tyrolsberg-Berggruppe wird der Bach bis in Woffenbach hinein von einer dichten Baumgalerie begleitet. In Woffenbach unterquert er den Hof der Kreisstraßenmeisterei auf etwa 150 Metern unterirdisch, um dann, zuletzt auf wenigen Metern wieder offen, in einem Wäldchen den Zusammenfluss zu erreichen. Der Altweihergraben entspringt auf Neumarkter Stadtgebiet, er durchquert noch am Abhang der Hohen Ahnt einen Gebietszipfel der Gemeinde Berngau und bleibt auf dem danach größten Teil seines Laufes in den Stadtgrenzen von Neumarkt.

### Einzugsgebiet
Das Einzugsgebiet umfasst etwa 2,5 km² und zählt naturräumlich zum Vorland der Mittleren Frankenalb. Die höchsten Erhebungen stehen auf der Wasserscheide, an deren Nordwestecke werden am Tyrolsberger Wasserreservoir etwa 529 m ü. NHN erreicht, an der Südwestecke auf der Hohen Ahnt 525 m ü. NHN und an der Südsüdostecke auf dem Staufer Berg 512 m ü. NHN.
Im westlichen Teil des Einzugsgebietes um die Hohe Ahnt sowie geringflächiger um den Staufer Berg steht auf den Hängen Wald, das übrige offene und unbebaute Einzugsgebiet ist fast waldfrei und wird überwiegend ackerbaulich genutzt. Das Dorf Woffenbach der Stadt Neumarkt in der Oberpfalz um die Mündung ist der einzige Siedlungsplatz. Außer Neumarkt hat auch die Gemeinde Berngau einen großen Gebietsanteil, der vor allem im Südwesten liegt.
Reihum grenzen die Einzugsgebiete der folgenden Nachbargewässer an:
- Im Norden fließt der Irlgraben ostwärts zum Zusammenfluss;
- im Osten liegt Einzugsgebiet des Ludwig-Donau-Main-Kanals nördlich seiner Scheitelhaltung, der wie auch die Schwarzach letztlich den Main speist;
- jenseits der südöstlichen Wasserscheide gelangt der Abfluss in den Dimpfelsgraben, der über die Lach, den Leitgraben und den Wiefelsbach in die Sulz entwässert, einen Zufluss der Altmühl; dieser Abschnitt der Wasserscheide ist also Teil der Europäischen Hauptwasserscheide zwischen Rhein und Nordsee diesseits und Donau und Schwarzem Meer jenseits.